# Приготовь гроб
«Приготовьте гроб» — кинофильм.

## Сюжет
Судебный исполнитель Джо — ярый поборник справедливости. По долгу службы ему приходится приводить в исполнение смертные приговоры. Но большинство приговорённых невиновны. Они ложно обвинены местным политическим деятелем Дэвидом, безраздельно правящим в этих краях при поддержке банды грабителей и убийц. Джо хитростью спасает «висельников» от смерти и собирает их в команду, готовую бросить вызов всесильному Дэвиду.

## В ролях
- Теренс Хилл — Джанго
- Хорст Франк — Дэвид Барри
- Джордж Истмен — Лукас
- Хосе Торрес — Гарсиа
- Пинуччо Ардиа — Орацио
- Ли Бартон — Джонатан Эбботт
- Андреа Скотти — гангстер Лукаса
- Бруна Симионато — Марседес
- Спартако Конверси — член банды Джанго
- Лучано Росси — Янки Джек
- Франко Бальдуччи — шериф
- Джанни Брецца — Альварес
- Лучио Де Сантис — член банды Джанго
- Джанни Бенедетто — Валькотт
- Адриана Джуффре — жена Янки Джека
- Анджела Минервини — Люси Кэссиди
- Джованни Иван Скратулья — Пат O’Коннор
- Роберто Симми — Валлас
- Валерио Торди